# Kościół Najświętszej Maryi Panny Wniebowziętej w Bruśniku
Kościół Najświętszej Maryi Panny Wniebowziętej w Bruśniku – rzymskokatolicki kościół parafialny, znajdujący się w miejscowości Bruśnik, w powiecie tarnowskim województwa małopolskiego.

## Historia kościoła

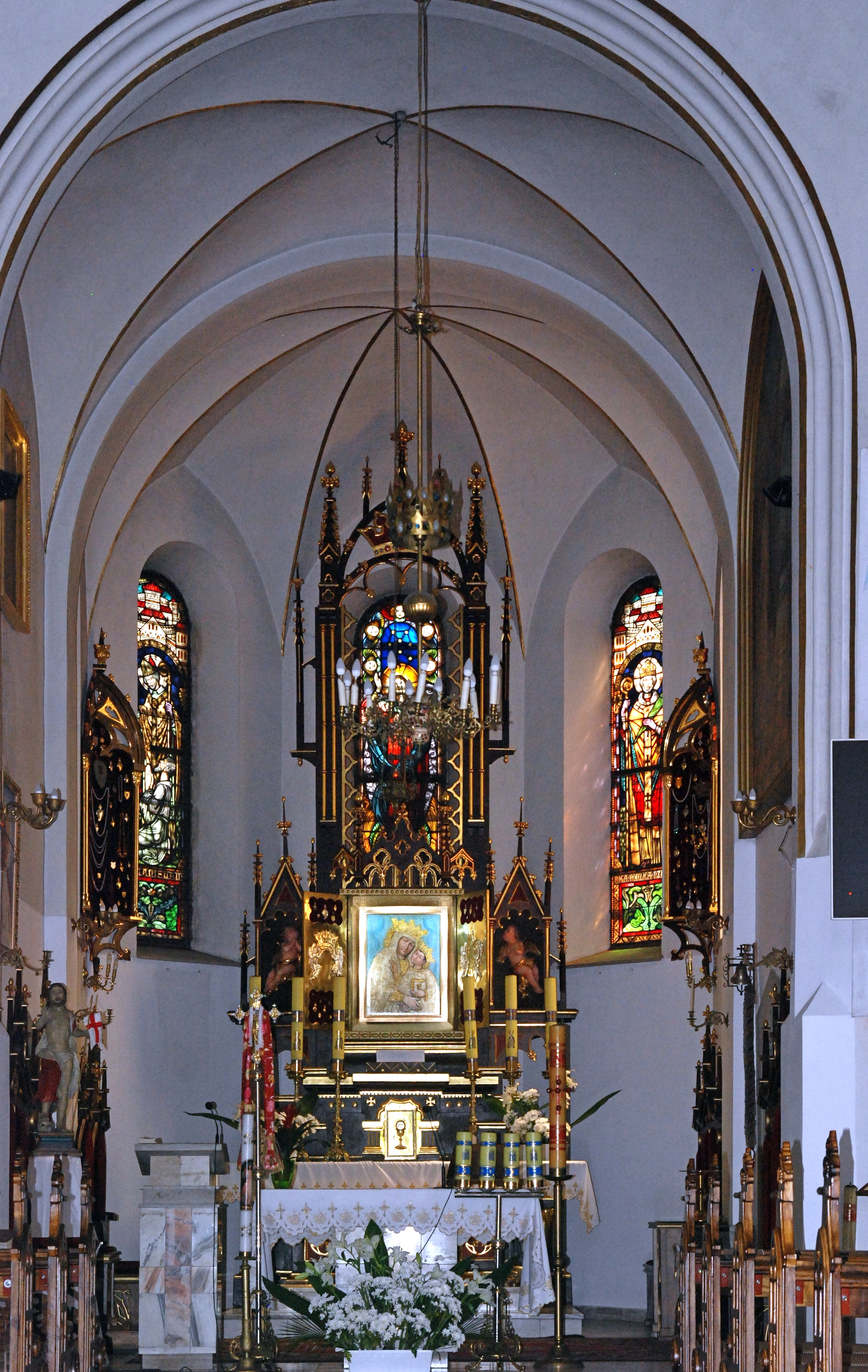
Wnętrze kościoła

Kościół został wzniesiony w 1903 roku według projektu architekta Jana Sasa-Zubrzyckiego w miejsce wcześniejszej świątyni z przełomu XV/XVI w. rozebranej w 1901 r. 23 sierpnia 1904 biskup tarnowski Leon Wałęga dokonał jego konsekracji.
Jest to kościół neogotycki, zawierający również elementy neoromańskie, zbudowany z kamienia i cegły. Dach kościoła jest pokryty miedzią. W ogrodzie kościoła znajdują się 4 kapliczki z figurami ewangelistów, zaś we wschodniej części mieści się ołtarz polowy. W świątyni znajdują się witraże (trzy z 1905 r., pozostałe z 2007 r., wykonane w Pracowni Witraży Krzysztofa Paczka i Andrzeja Cwilewicza według projektu Jacka Niedojadły). W prezbiterium znajduje się ołtarz główny z łaskami słynącym obrazem Matki Bożej z Dzieciątkiem. Jest tu również ołtarz Trójcy Przenajświętszej z 1870 roku oraz ołtarz znajdujący się w nawie północnej – Najświętszego Serca Pana Jezusa, pochodzący z 1904 roku. Innymi zabytkami, znajdującymi się w świątyni jest chrzcielnica z XIX wieku, ambona i dwa konfesjonały z 1904 roku, zaś na chórze znajdują się organy 9-głosowe firmy Rieger-Jaegerndorf z 1905 roku. W wieży kościoła znajdują się cztery dzwony; dwa zabytkowe: gotycki z ok. XIV/XV w., z plakietkami Ukrzyżowania (nieużywany) oraz drugi barokowy z plakietkami herbów Abdank i Gryf z r. 1670 lub 1570 (190 kg). W Przemyślu w 1977 r. w odlewni dzwonów Felczyńskich odlano dwa współczesne: Maryja (90 kg) oraz Antoni i Katarzyna (260 kg).
15 sierpnia 2014 kościół został podniesiony do rangi sanktuarium.